# Kham Nai
Kham Nai oder Kham Nhai (voller Titel Brhat Chao Yudhi Dharma Sundaragana Negara Champasakti, Yutthi Thammasunthon; * 1830 in Himlot; † 1858 ebenda) war Herrscher des Reiches Champasak.

## Leben
Er ward dritter Sohn des Königs Huy von Champasak, Prinz (Chao) Kamanaya (Kham Nai). Kham Nai wurde in Bangkok ausgebildet und 1856 durch König Mongkut zum Herrscher (Prinzgouverneur, Chao Mueang Nakhon Champasak) ernannt.
Kham Nai starb 1858 ohne männliche Nachkommen und hinterließ zwei Töchter:
1. Prinzessin (Sadet Chao Heuane) Kamabumi (Kham Phu)
2. Prinzessin (Sadet Chao Heunae) Mala

Nach Kham Nai folgte ein Interregnum, während dessen der Maha Uparat (Vizekönig) die Verwaltung des Landes übernahm.